# Almonacid de Toledo
Pour les articles homonymes, voir Almonacid.
Almonacid de Toledo est une commune d'Espagne de la province de Tolède dans la communauté autonome de Castille-La Manche.

## Histoire
Les Français, commandés par Sébastiani, y vainquirent les Espagnols à la Bataille d'Almonacid, le 11 août de 1809.

## Administration
| Période                                  | Période | Identité | Étiquette | Qualité |
| ---------------------------------------- | ------- | -------- | --------- | ------- |
|                                          |         |          |           |         |
| Les données manquantes sont à compléter. |         |          |           |         |

## Culture
- Château d'Almonacid